# Винету
Винету је измишљени лик из књига немачког писца Карла Маја. У истоименој трилогији (Винету I до Винету III) и још неким делима истог писца, Винету је Индијанац, поглавица Апача.

## Кратак опис
У књигама трилогије Винету, наратор Олд Шетерхенд упознаје Винетуа и са њим склапа пријатељство. Њих двојица су вешти борци, али надасве хумани људи. Након смрти Винетуовог оца Инчу-чуне (и сестре Нчо-чи) Винету постаје поглавица. Винету јаше коња по имену Илчи (ветар), и има познату двоцевку оковану сребром. У последњој књизи трилогије Винету, док је Винету силазио низ литицу до заробљених људи неколико камења се одронило и охељеље су то чуле, убрзано су се спуштали(Винету,Олд Шетерхенд и остали железничари) и у тренутку кад су заробљеници били слободни из пукотине је грунуо један пуцањ и погодио Винетуа кроз груди.

## Оригинали немачких књига о Винетуу
- Winnetou I-III (1893)

Karl May - Gesammelte Werke, Bd.7, "Winnetou I" -.  978-3-7802-0007-5.
Karl May - Gesammelte Werke, Bd.8, "Winnetou II" -.  978-3-7802-0008-2.
Karl May - Gesammelte Werke, Bd.9, "Winnetou III" -.  978-3-7802-0009-9.
- Winnetous Erben (Winnetou IV) (1910)

Karl May - Gesammelte Werke, Bd.33, "Winnetous Erben" -.  978-3-7802-0033-4.

## Филмови у којима се појављује лик Винетуа
- Der Schatz im Silbersee (1962) - Благо у сребреном језеру (1965) (САД)
- Winnetou 1. Teil (1963) - Злато Апача (1965) (САД)
- Old Shatterhand (1964) - Апачка задња битка (1964) (ВБ)
- Winnetou 2. Teil (1964) - Последњи осветник (1966) (ВБ) (САД)
- Unter Geiern (1964) - Frontier Hellcat (1966) (САД)
- Der Ölprinz (1965) - Rampage at Apache Wells (1965)
- Winnetou 3. Teil (1965) - Winnetou: The Desperado Trail (1965) (САД)
- Old Surehand 1. Teil (1965) - Flaming Frontier (1969) (САД)
- Winnetou und das Halbblut Apanatschi (1966) - Half-Breed (1973) (САД)
- Winnetou und sein Freund Old Firehand (1966) - Thunder at the Border (1966) (ВБ)
- Winnetou und Shatterhand im Tal der Toten (1968) - Winnetou and Shatterhand in the Valley of Death (1968) (САД)

## Занимљивости
- Глумац Гојко Митић, пореклом из Лесковца прославио се играјући Винетуа у источнонемачкој кинематографији, као и тумачећи ликове индијанских поглавица у преко четрдесет вестерн филмова.
- Винету симболизује, на неки начин, романтичну жељу једноставнијег живота и ближе везе са природом. У Немачкој се одржавају Фестивал Карл Маја тј. Игре Карл Маја.
- Неки делови филмова о Винетуу су снимани у бившој СФРЈ на Плитвичким језерима.
- У Пули је 1986. била основана популарна музичка група Гори уши Винету чији је лидер био Франци Блашковић.